# Рипъблик (окръг, Канзас)
Окръг Рипъблик (на английски: Republic County) е окръг в щата Канзас, Съединени американски щати. Площта му е 1865 km², а населението е 4674 души (1 април 2020). Административен център е град Белвил.